# 傑瑞米·倫敦
傑瑞米·麥可·倫敦（英語：Jeremy Michael London，1972年11月7日—）是一名美國男演員。較為知名的作品如電視劇《五口之家》（1995年至2000年）和《第七天堂 (電視劇)》（2002年至2004年），以及電影《耍酷一族》（1995年）與《戰地中聲》（2003年）。
雙胞胎兄弟傑森·倫敦也是名演員。

## 個人生活
倫敦和他的妻子Melissa Cunningham於2006年9月結婚，五年後離婚，兩人有個名叫Lyrik的兒子。2014年6月3日，倫敦又與Juliet Reeves結婚，並有個兒子Wyatt（出生於2014年6月5日）。

## 外部連結
- 傑瑞米·倫敦在互联网电影资料库（IMDb）上的資料（英文）